# Lemna
Lemna és un gènere de petites plantes angiospermes aquàtiques surants  de la família de les aràcies (Araceae). Són plantes amb una distribució cosmopolita. Als Països Catalans s'hi troben tres espècies, es coneixen amb el nom de llentia o llentia d'aigua, la més comuna és l'espècie Lemna minor.

## Descripció
Són plantes aquàtiques que suren a l'aigua, són minúscules, no fa més de 5 mm, am la sola execpció de Lemna trisulca. No tenen tija i fulles diferenciades, són constituïdes per un o fins a quatre tal·lus units i una única arrel. Els tal·lus són arrodonits o linear-lanceolats, plans o gibosos, amb una nervadura que pot tenir entre 1 i 7 nervis. Fan una inflorescència formada per dues flors masculines i una de femenina dins d'una espata membranosa, les flors manquen de pètals. El fruit té entre una i sis llavors. L'arrel única permet distingir aquest gènere d'altres de siomilars com ara el gènere Spirodela, també autòcton dels Països Catalans, en què cada planta té un feix de 2 a 18 arrels, que .

## Taxonomia
Aquest gènere va ser publicat per primer cop l'any 1753 al segon volum de l'obra Species Plantarum del botànic suec Carl von Linné (1707-1778).
A les classificacions antigues aquest gènere havia tingut la seva pròpia família, però el progrés de l'anàlisi filogenètica va dur a emplaçar-lo dins la família de les aràcies.

### Espècies
Dins del gènere Lemna es reconeixen les 13 espècies següents:
- Lemna aequinoctialis Welw.
- Lemna bistrosa Charit.
- Lemna disperma Hegelm.
- Lemna gibba L.
- Lemna landoltii Halder & Venu
- Lemna minor L.
- Lemna minuta Kunth
- Lemna obscura (Austin) Daubs
- Lemna perpusilla Torr.
- Lemna tenera Kurz
- Lemna trisulca L.
- Lemna turionifera Landolt
- Lemna valdiviana Phil.

### Híbrids
S'ha descrit el següent híbrid natural:
- Lemna × japonica Landolt

### Espècies autòctones dels Països Catalans
- Lemna minor L. (llentia d'aigua): Té les frondes rodones i opaques, més o menys planes. Es troba a tot el territori de les Illes, el País Valencià i Catalunya, excepte a l'alta muntanya, i hi és comuna.[2]
- Lemna gibba L.: També té les frondes rodones, però les té engruixides per la cara inferior. És menys comuna que L. minor però es troba a tot el territori de les Illes, el País Valencià i Catalunya, excepte a l'alta muntanya, l'extrem sud del País Valencià i Menorca. Prefereix les aigües riques en nutrients.[2]
- Lemna trisulca L. : Es distingeix per ser l'única espècie autòctona amb les frondes lanceolades i translúcides. Té frondes estèrils, que es mantenen submergides, i frondes fèrtils, on neix la flor, que són més petites i es mantenen flotant. Es troba en estanys i aigües encalmades d'algunes comarques costaneres del Principat i el País Valencià, però hi és força rara.[2]

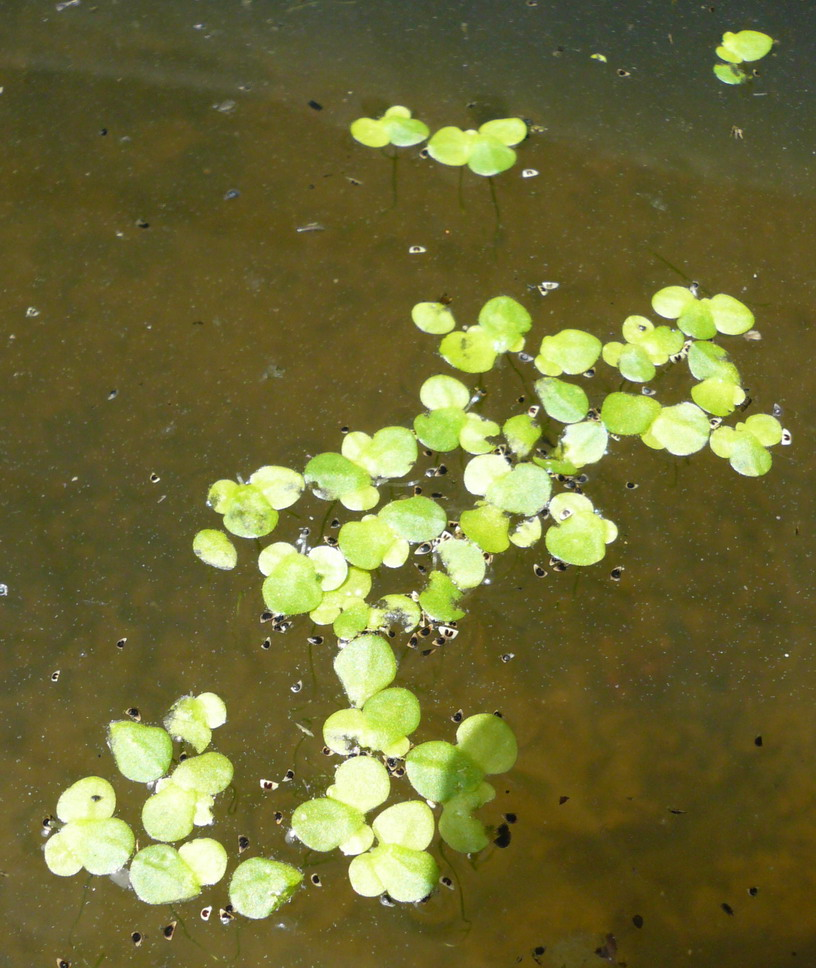
Lemna minor en un safareig d'Olost (Osona).
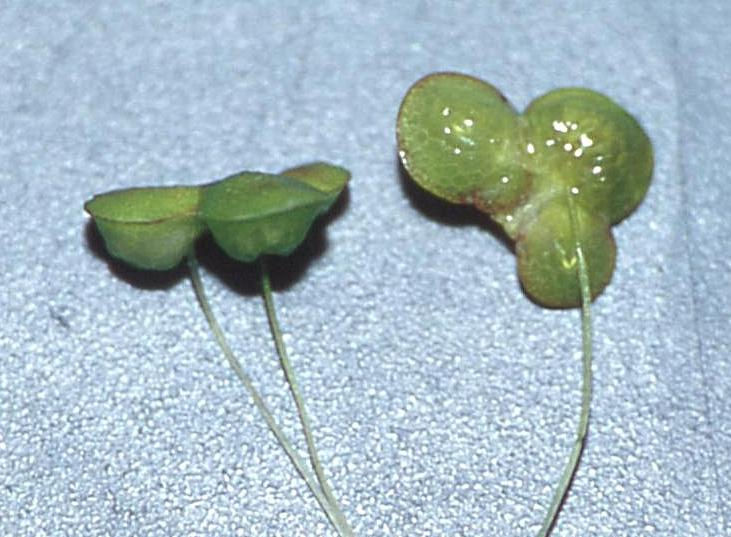
Lemna gibba. Es pot veure les frondes engruixides per la cara inferior i l'arrel única.
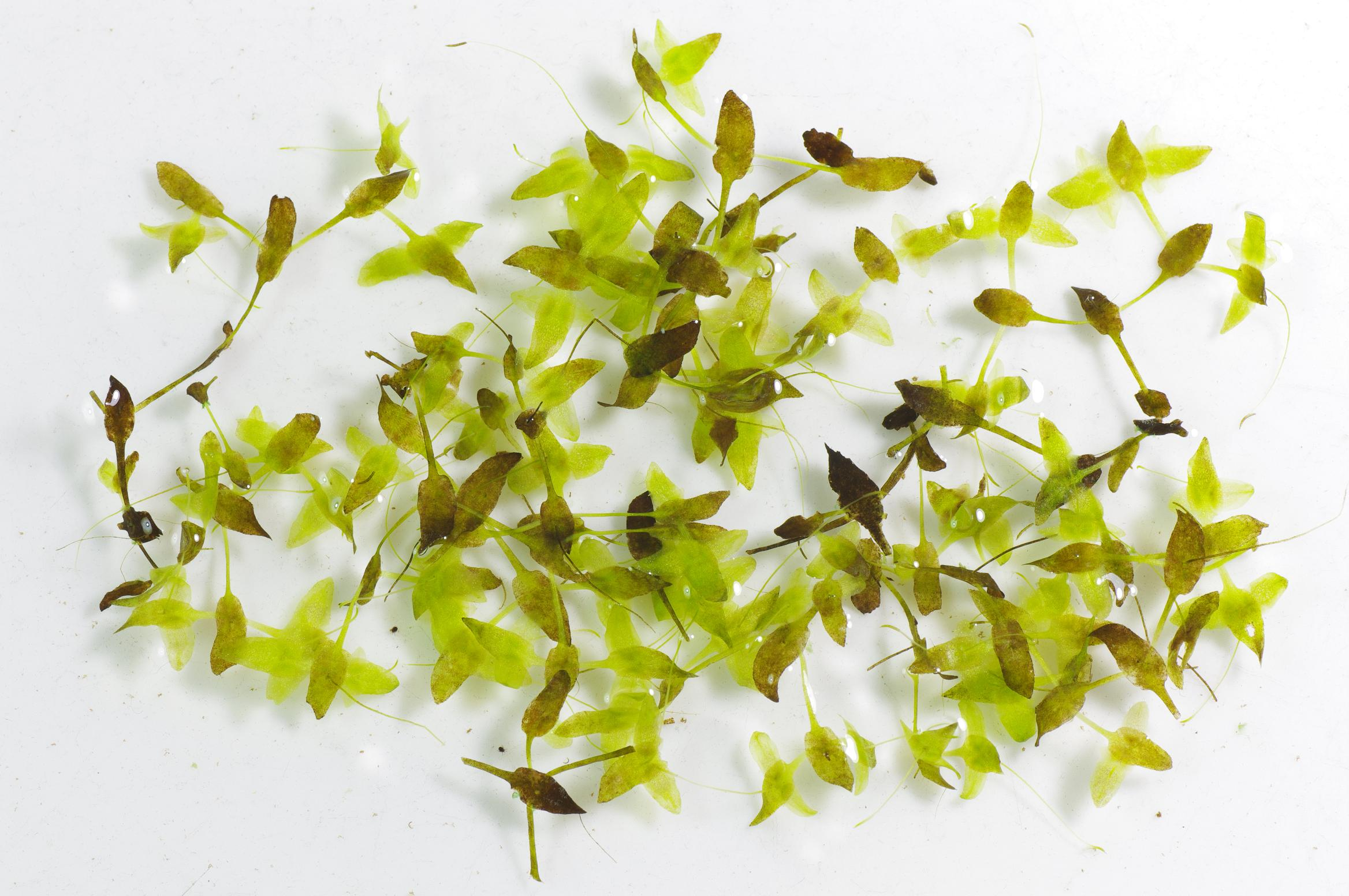
Lemna trisulca. Fixeu-vos en la transparència de les fulles i la seva forma lanceol·lada característica.